# Standard d'échange de données pour l'archivage
 (septembre 2024).
Le Standard d’Échange de Données pour l’Archivage (SEDA) vise à faciliter l’interopérabilité entre le système d’information d'un service d’archives et ceux de ses partenaires dans le cadre de leurs échanges de données. Le standard permet de modéliser les transactions (transfert, communication, élimination, modification et restitution) entre différents acteurs (service producteur, service versant, service d’archives et demandeur d’archives) dans le cadre de l’archivage. Il précise les types, l’ordre et la forme des messages échangés, définissant quelles métadonnées utiliser pour décrire, gérer et pérenniser l’information.

## Description
Le standard, qui est autant archivistique que technique, s’inspire de normes existantes et des habitudes archivistiques utilisées dans les procédures papier. Si la description archivistique à plusieurs niveaux du SEDA est issue des normes ISAD-G / EAD, son modèle organisationnel adopte celui de la norme ISO 14721 (OAIS) et la préservation des informations techniques qu’il transporte emprunte les définitions au modèle PREMIS. Le SEDA est techniquement structuré en XML.
Les principes du SEDA reprennent largement les concepts métier tels que l’usage des bordereaux (versement, élimination), l’application du contrôle scientifique et technique (transaction de demande d’autorisation), la définition des acteurs ou l’apposition de règles de gestion (sorts finaux et communicabilité).

## Historique
Le standard est issu d’une collaboration lancée en 2006 entre les Archives de France et l’ancienne Direction générale de la modernisation de l’État (DGME).
Plusieurs versions du standard ont été successivement publiées en mars 2006 (version 0.1), janvier 2010 (version 0.2), septembre 2012 (version 1.0), décembre 2015 (version 2.0, conforme à la norme MEDONA) et juin 2018 (version 2.1). Le standard et la documentation associée de ces versions sont disponibles sur un site dédié.
La dernière version, parue le 31 janvier 2022, est la version 2.2, dont les 6 schémas et le dictionnaire des balises (dans une version de travail) sont disponibles sur la plateforme GitHub du ministère de la Culture dans un répertoire dédié.